# Салихов, Эркин Тагирович
Эркин Тагирович Салихов (узб. Erkin Solihov Tagirovich; 17 июня 1972 года, Ташкент, Узбекская ССР) — узбекский биолог и политик, депутат Законодательной палаты Олий Мажлиса Республики Узбекистан IV созыва, член Либерально-демократической партии Узбекистана.

## Биография
Родился 17 июня 1972 года в Ташкенте.
Окончил Ташкентский государственный университет, Ташкентский государственный экономический университет, Высшая школа стратегического анализа и прогнозирования Республики Узбекистан.
В 2020 году избран депутатом от Акдарьинского округа Самаркандской области Законодательной палаты Олий Мажлис Республики Узбекистан, а также членом комитета по вопросам обороны и безопасности.

## Награды
В 2006 году награждён медалью «Шухрат».